# Wólka Czarnińska
Wólka Czarnińska (prononciation : [ˈvulka t͡ʂarˈniɲska]) est un village polonais de la gmina de Stanisławów dans le powiat de Mińsk de la voïvodie de Mazovie dans le centre-est de la Pologne.
Il est situé à environ 2 kilomètres au sud de Stanisławów (siège de la gmina), 10 kilomètres au nord de Mińsk Mazowiecki (siège du powiat) et 38 kilomètres à l'est de Varsovie (capitale de la Pologne).

## Histoire
De 1975 à 1998, le village appartenait administrativement à la voïvodie de Siedlce.